# Hlavňovský potok
Hlavňovský potok je malý vodní tok v broumovském výběžku.

## Průběh toku
Hlavňovský potok pramení v horním zakončení pískovcové Kovářovy rokle v Broumovských stěnách. Pramen není nijak upraven. V celé délce rokle (necelých 1,5 km) tvoří její osu. V počáteční fázi potok na jejím plochém dnu vytváří nevelký mokřad, který musí tudy vedoucí červeně značená Jiráskova cesta překonávat za pomoci povalů. Asi 100 metrů za spodním okrajem mokřadu protéká přirozenou jeskyní Kovárna, za kterou následuje více než půlkilometrový průtok jeskyní suťovou. Přibližně v místě opuštění Kovářovy rokle opouští i masív Broumovských stěn. Po dalších asi osmi stech metrech vtéká do Hlavňovského rybníka, který je vhodný ke koupání. Zde potok ostře mění směr toku z dosavadního přibližně jihozápadního na severozápadní a dále vtéká do vesnice Hlavňov, která dala potoku jméno. Na území vesnice se při postupném obtékání vrchu Kluček směr toku vrací jihozápadní směr, který drží až do následující obce Bukovice. V malé nádrži v jejím centru pouť Hlavňovského potoka končí. Soutokem s Pěkovským potokem zde vzniká potok Dunajka. Celý jeho tok se nachází na území chráněné krajinné oblasti Broumovsko.

## Přítoky
Za zmínku stojí soutok čtyř vodotečí na spodním konci Kovářovy rokle. Na jednom místě se zde do Hlavňovského potoka vlévají potoky přitékající z Pískové rokle, podél Pánovy cesty a z upravené studánky, která se zde nachází. Jediným dalším významnějším přítokem je potok přitékající z pravé strany od Broumovských stěn a vlévající se v centrální části Hlavňova.